# Villena
Pour les articles homonymes, voir Villena (homonymie).
Villena (en castillan et en valencien) est une commune d'Espagne de la province d'Alicante dans la Communauté valencienne. Villena est le chef-lieu de la comarque de l'Alto Vinalopó. Elle appartient à la zone à prédominance linguistique castillane.

## Géographie

Localisation d'Adsubia
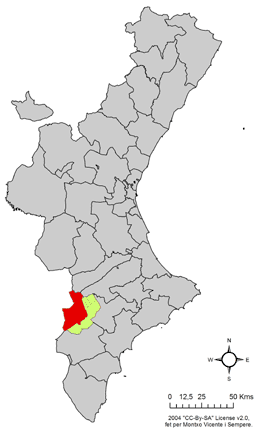
dans la Communauté valencienne.
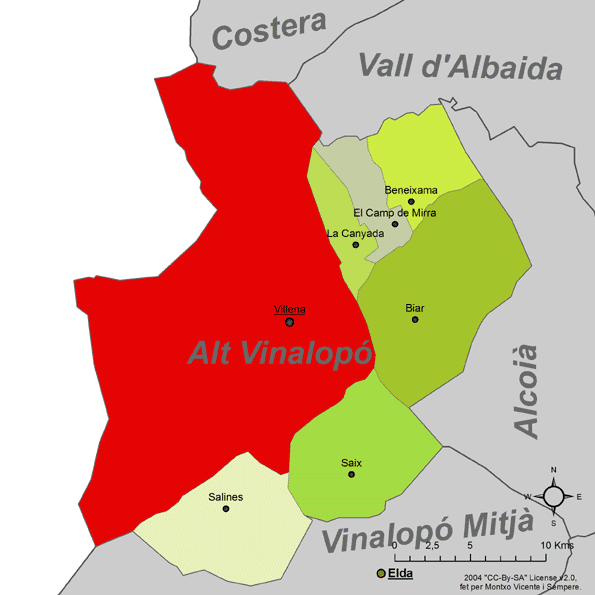
dans la comarque de l'Alto Vinalopó.

La ville est traversée par le fleuve Vinalopó.

## Histoire
La ville fut reconquise sur les Maures en 1240 par la couronne d'Aragon, mais ensuite attribuée à la couronne de Castille en 1244 par le traité d'Almizra. La seigneurie de Villena fut donnée à l'infant Don Manuel, frère du roi Alphonse X le Sage et père de Don Juan Manuel. Cette seigneurie prit le rang de marquisat en 1366 pour le connétable de Castille Alphonse d'Aragon, mais celui-ci, se trouvant privé du titre de marquis en 1391 par les tuteurs de Henri III, tenta sans succès de faire restituer le susdit marquisat à son petit-fils Henri de Villena. Le titre accordé par la suite, en 1454, au très puissant favori des rois Jean II et Henri IV, Don Juan Pacheco, futur duc d'Escalona, est encore porté de nos jours par ses descendants.

## Démographie
6,70 % des habitants sont étrangers : 2,04 % viennent d'autre pays de l'Europe, 2,58 % sont Africains, 1,53 % sont Américains et 0,54 % sont Asiatiques. Le pays d'où plus de personnes viennent est le Maroc et 2,187 % des résidents sont Marocains.

55,579 % des habitants sont nés localement.

## Économie
Pour la saison 2020-2021, 61,42 % du territoire sont utilisés pour des activités agricoles et 19,83 % des contrats sont rédigés pour des travaux du secteur agricole, 19,09 % des contrats sont signés par des travailleurs de secteur industriel et 28,27 % liés au secteur des services.